# Acoenonia parvolobata
Acoenonia parvolobata är en tvåvingeart som beskrevs av Boris Mamaev 1991. Acoenonia parvolobata ingår i släktet Acoenonia och familjen gallmyggor.
Artens utbredningsområde är Ukraina. Inga underarter finns listade i Catalogue of Life.